# 臺灣府淡水廳竹塹巡檢
台灣府淡水廳竹塹巡檢隸屬於台灣道之台灣府，為台灣清治時期的重要地方官員，自1732年起（雍正十年）專司負責北台灣新竹地區的內政，實為駐守於新竹的地方父母官。